# Dimocarpus
Dimocarpus es un género con 17 especies de plantas  perteneciente a la familia Sapindaceae. 

## Especies seleccionadas
- Dimocarpus australianus
- Dimocarpus confinis
- Dimocarpus crinitus
- Dimocarpus dentatus
- Dimocarpus foveolatus
- Dimocarpus fumatus
- Dimocarpus gardneri
- Dimocarpus informis
- Dimocarpus leichhardtii
- Dimocarpus litchi
- Dimocarpus longan
- Dimocarpus longus
- Dimocarpus malesianus
- Dimocarpus pupilla
- Dimocarpus undulatus
- Dimocarpus verticillatus
- Dimocarpus yunnanensis

## Sinonimia
- Pseudonephelium